# نیروی هوایی سومالی
نیروی هوایی سومالی (سومالیایی: Ciidamada Cirka Soomaaliyeed) نیروی هوایی زیرمجموعه نیروهای مسلح سومالی است، که در سال ۱۹۵۴ تأسیس شد.